# نرويجيان فيفا
نرويجيان فيفا (بالإنجليزية: Norwegian Viva)‏ هي سفينة سياحية والتي تديرها شركة نرويجيان كروزز. ودخلت الخدمة في أغسطس 2023. تبحر في الصيف في البحر الأبيض المتوسط قبل التوجه إلى منطقة البحر الكاريبي لموسم الشتاء.

## نبذة
توفر السفينة أعلى مستويات الخدمة ومساحة أعلى للضيوف على السفينة السياحية في فئة الرحلات البحرية المعاصرة والمتميزة، وتوفر مجموعة من الأجنحة الفندقية. وتشمل أيضا على صالة الطعام “إندلج فود هول” التي تضم 11 مطعمًا مختلفًا. وتضم الردهة حديقة منحوتة في الهواء الطلق. وتحتوي على مسابح متعددة الطوابق ذات طراز لامتناهي، وممر ”أوشن بوليفارد” الذي يلف السفينة بأكملها، تبلغ مساحته 44000 قدم مربع. وتوفر أماكن ذات وصول الحصري الفائق الامتياز “هافن من نرويجيان” تضم 107 جناحًا من تصميم “بييرو ليسوني”، وشرفة شمسية واسعة، و مسبح يطل على أعقاب السفينة ومنتجع صحي في الهواء الطلق مع ساونا بجدران زجاجية.
تشغل السفينة بتقنيات طاقة بديلة متطورة، مثل نظام تقليل أكاسيد النيتروجين، للتقليل من الأثر البيئي للسفينة. ونظام معالجة مياه الصرف الصحي المتقدم لمعالجة وتنقية جميع مياه الصرف الصحي. وتقنيات تقليل الانبعاثات أثناء التواجد في الميناء.